# Porchères
Porchères – miejscowość i gmina we Francji, w regionie Nowa Akwitania, w departamencie Żyronda.
Według danych na rok 1990 gminę zamieszkiwało 668 osób, a gęstość zaludnienia wynosiła 51 osób/km² (wśród 2290 gmin Akwitanii Porchères plasuje się na 597. miejscu pod względem liczby ludności, natomiast pod względem powierzchni na miejscu 874.).